# Madi Rambeni
Madi Rambeni – gaun wikas samiti we wschodniej części Nepalu w strefie Kośi w dystrykcie Sankhuwasabha. Według nepalskiego spisu powszechnego z 2001 roku liczył on 1047 gospodarstw domowych i 5326 mieszkańców (2757 kobiet i 2569 mężczyzn).